# Телерадио-Молдова
Телерадио-Молдова (рум. Teleradio-Moldova) — молдавская общественная телерадиокомпания.

## История

### НКПЧ МАССР (1930 - 1931)
30 октября 1930 в Молдавской АССР в Тирасполе Народный комиссариат почт и телеграфов Молдавской АССР на средних волнах начал ретрансляцию Центрального внутрисоюзного радиовещания и вещание программ собственного производства в рамках "республиканского окна" ("Молдавское радио"), в зону которого попадала территория Молдавии между Прутом и Днестром.

### Радиокомитет МАССР (1931 - 1953)
В 1931 году в рамках Народного комиссариата почт и телеграфов МАССР был создан Комитет по радиовещанию, а в 1933 году Комитет по радиовещанию был выведен из Народного комиссариата связи МАССР и переименован в Комитет по радиофикации и радиовещанию СНК МАССР (Радиокомитет МАССР). В 1936 году после строительства радиопередатчика мощностью 4 кВт в Тирасполе зона вещания расширилась на всю Бессарабию. В 1940 году Радиокомитет МАССР был переименован в Комитет по радиофикации и радиовещанию Совета народных комиссаров МССР (Радиокомитет МССР), который продолжил ретрансляцию 1-й и начал ретрансляцию 2-й (позже и 3-й) программ Центрального внутрисоюзного радиовещания, а также вещание своих передач.

### Радиоуправление МССР (1953 - 1957)
В 1949 году Радиокомитет МССР был переименован в Комитет по радиоинформированию при Совете министров МССР, в 1953 году - в Главное управление по радиоинформированию Министерства культуры МССР (Радиоуправление МССР).

### Гостелерадио МССР (1957 - 1990)
В 1957 году Радиоуправление МССР было реорганизовано в Комитет по радиовещанию и телевидению Совета Министров МССР (Гостелерадио МССР). В сентябре 1957 года в 19:00 начались работы по установке телеантенны, через три месяца она была готова. 30 апреля 1958 Комитет по телевидению и радиовещание МССР начал ретрансляцию 1-й программы Центрального телевидения, показ собственных передач в рамках её "республиканского окна", а также запустил версии 1-й, 2-й программ Центральногого внутрисоюзного радиовещания и Молдавского радио в диапазоне УКВ OIRT. Руководителем Кишинёвской студии телевидения стал Николай Лупан, советский диссидент, который потом работал в румынском отделении радио «Свобода». В советское время Молдавская телестудия готовила ряд познавательных и культурно-образовательных телепрограмм. Вещание велось 2-3 часа в день. В 1970 - 1980-е гг. Гостелерадио МССР запустил телеканал TVM ("Молдавское телевидение"). В 1962 году Гостелерадио МССР был переименован в  Государственный комитет Совета министров МССР по радиовещанию и телевидению, в 1978 году - в Государственный комитет МССР по телевидению и радиовещанию.

### Национальное радио и телевидение (1990 - 1994)
В 1990 году Гостелерадио МССР было реорганизовано в "Национальное радио и телевидение" (Radioteleviziune Naţională, RTN). В 1992 году "Национальному радио и телевидению" перешёл 1-й радиоканал и 1-й телеканал, была также запущена международная радиостанция - Radio Chișinău. С 1 января 1993 "Национальное радио и телевидение" вошло в состав Европейского вещательного союза.

### Телерадио-Молдова (с 1994 года)
В 1994 году "Национальное радио и телевидение" было переименовано в Государственная компания "Телерадио-Молдова" (Compania de Stat „Teleradio-Moldova”), в 2004 году в Национальный общественный институт телерадиовещания "Телерадио-Молдова" (Instituției Publice Naționale a Audiovizualului "Teleradio Moldova"). В 1996 году был создан Координационный совет аудивизуала (Consiliul Coordonator al Audiovizualului) В 2000-е гг. TVM в Moldova 1, Молдавское радио в Radio Moldova, Radio Chișinău в Radio Moldova Internaţional. В 2007 году Телерадио-Молдова запустила международный спутниковый телеканал TVMI. В 2010-не годы Телерадио-Молдова запустила радиостанции Radio Moldova Tineret, Radio Moldova Copii, Radio Moldova Muzical и Radio Festivalul Doinei, Radio Moldova было переименовано в Radio Moldova Actualităţi. 1 января 2013 года TV Moldova Internaţional был закрыт. 3 мая 2016 году был Телерадио-Молдова через кабельное и спутниковое телевидение запустила телеканал Moldova 2.

## Медиа-активы

### Телеканалы
- Moldova 1
  - Информационная программа "Mesager" - 30-минутный выпуск каждый день в 21:00
  - Информационная программа "Ştiri" - 15-минутные выпуски каждые 4 часа
  - Информационная программа "Новости" - 30-минутный выпуск по будням в 17:00

Доступен через эфирное (цифровое (DVB-T) на ДМВ и аналоговое (SECAM) на МВ) (в большинстве населённых пунктов Молдовы на 1 телеканале), кабельное, спутниковое телевидение (в большинстве страны Европы), IPTV, а также через Интернет.

### Специализированные телеканалы
- Moldova 2

Доступен через эфирное (цифровое (DVB-T) на ДМВ), кабельное, спутниковое телевидение, IPTV и Интернет.

### Основные радиостанции
- Radio Moldova Actualităţi
- Radio Moldova Tineret

Доступны через эфирное радиовещание (аналоговое на УКВ (УКВ CCIR, ранее - УКВ OIRT) и СВ) и интернет, ранее - через проводное радиовещание.

### Специализированные радиостанции
- Radio Moldova Muzical

Доступна через интернет.

### Мультимедиа
- Сайт trm.md на румынском, русском и английском языках
- Страница на Youtube на румынском языке
- Страница в Facebook на румынском языке
- Страница в twitter на румынском языке

## Управление и финансирование
Юридический статус
Teleradio Moldova является общественным институтом. Teleradio Moldova - единственный общенациональный общественный вещатель Молдавии (кроме него общественный вещатель автономии GRT, а ранее также региональные общественные вещатели EuTV Chişinău и Teleradio-Bălţi, ныне приватизированы).
Управление
Высший орган - Наблюдательный совет (Consiliul de Observatori), избирается парламентом, высшее должностное лицо - Председатель (Preşedinte), назначается Наблюдательным советом. При Президенте TRM действует Административный совет (Consiliul de administraţie), в который также входят Заместитель Председателя - Генеральный продюсер (vicepreşedintele-producătorul general), Исполнительный директор телевидения (directorul executiv al Televiziunii) и Исполнительный директор радио (directorul executiv al Radiodifuziunii). Контроль за соблюдением законов о СМИ осуществляет Координационный совет аудивизуала (Consiliul Coordonator al Audiovizualului).
Финансирование
Финансируется за счёт правительственных ассигнований и рекламы.
Международное членство
Член ЕВС.

### Председатели
- Феодосий Видрашку (1957—1961)
- Владимир Кроитору (1961—1965)
- Леонид Кулюк (1965—1967)
- Штефан Лозан (1967—1989)
- Адриан Усатый (1989—1997)
- Тудор Олару (1997—2000)
- Юлиан Магаляс (2000—2003)
- Ион Гонца (2002—2003)
- Артур Ефремов (июнь 2003 — март 2004)
- Илие Телешку (март 2004 — апрель 2007)
- Валентин Тодеркан (10 апреля 2007 — 30 декабря 2009)
- Константин Марин (5 февраля 2010 — ноябрь 2014)
- Ольга Бордеяну (с 4 июня 2015 - ноябрь 2021)
- Владимир Цуркану (с 3 декабря 2021)